# Pszichopark
A Pszichopark egy képsor melynek írója és rajzolója Frank Cho. A humoros képregény egy állatmenhely, illetve rehabilitációs klinika mindennapjaiba enged bepillantást. Az első rövid történet 1997-ben jelent meg a Creators Syndicate sajtóügynökség terjesztésében. A képsor 2001 óta közvetlenül képregényfüzet formájában jelenik meg.
A képsor Magyarországon a Fekete-Fehér és a Papírmozi című képregényantológiákban jelent meg. A képsor magyar címe a francia változat fordítás. Az eredeti cím, a Liberty Meadows szabad legelőket vagy mezőket jelent.

## A megjelenés története
A Pszichopark Cho egy korábbi munkájának, a University²-nek egy továbbfejlesztett változata. Az University²-t Cho főiskolás éve alatt készített a University of Maryland, College Park The Diamondback nevű diákújságnak.
A Pszichopark első képsora 1997. március 30-án jelent meg a Creators Syndicate sajtóügynökségen keresztül több újságban. A megjelent képsorok az Insight Studios gyűjteménykötet formájában is kiadta. 2001 végén Cho megszakította a kapcsolatát a sajtóügynökséggel, részben azért mert a szerkesztők cenzúrázták a munkáit. Cho kezdetben maga adta ki a Pszichoparkot képregényfüzet formájában, majd a 27. számtól az Image Comics vette át ezt a feladatot. 2004 elején a füzet kiadása a 36. számmal ideiglenesen megszűnt, majd 2006 júniusában ismét folytatódott a 37. számmal. Frank Cho úgy nyilatkozott, hogy megpróbál elég anyagot elkészíteni amely elég lesz évente néhány szám megjelentetéséhez. Ennek ellenére 2006-ban egyetlen új szám sem jelent meg a 37. után.